# Chlorosiarczan metylu
Chlorosiarczan metylu – organiczny związek chemiczny, ester metylowy kwasu chlorosiarkowego, stosowany jako bojowy środek trujący z grupy lakrymatorów w czasie I wojny światowej. Po raz pierwszy został zastosowany w kwietniu lub czerwcu 1915 roku przez Niemcy. Wykorzystywany był również w mieszaninie z siarczanem dimetylu (25% chlorosiarczanu metylu).

## Otrzymywanie
Chlorosiarczan metylu otrzymuje się w reakcji metanolu z chlorkiem sulfurylu:
SO
2Cl
2 + CH
3OH → (CH
3O)SO
2Cl + HCl
Powstaje także w reakcji kwasu chlorosiarkowego z metanolem w temperaturze −5 °C. W pierwszym etapie następuje estryfikacja do siarczanu metylu, który ulega następnie chlorowaniu nadmiarem kwasu chlorosiarkowego:
HSO
3Cl + CH
3OH → (CH
3O)SO
2OH + HCl
(CH
3O)SO
2OH + HSO
3Cl → (CH
3O)SO
2Cl + H
2SO
4
Inną metodą syntezy jest reakcja kwasu chlorosiarkowego z siarczanem dimetylu:
HSO
3Cl + (CH
3O)
2SO
2 → (CH
3O)SO
2Cl + (CH
3O)SO
3H

## Właściwości
Jest to bezbarwna ciecz o ostrym zapachu i o lotności 60 g/m³ w 20 °C. Rozpuszcza się w etanolu, chloroformie i czterochlorku węgla, natomiast nie rozpuszcza się w kwasie siarkowym ani w wodzie, w której hydrolizuje:
(CH
3O)SO
2Cl + H
2O → HOSO
2OCH
3 + HCl
W nadmiarze wody powstający siarczan metylu ulega dalszej hydrolizie do kwasu i metanolu.
W reakcji z azotynem metylu w temperaturze ok. 140 °C powstaje siarczan dimetylu:
(CH
3O)SO
2Cl + CH
3ONO → (CH
3O)
2SO
2 + NOCl

## Zagrożenia
Chlorosiarczan metylu jest lakrymatorem. Drażni oczy, drogi oddechowe i skórę. Jest drażniący powyżej stężenia 2 mg/m³. Ma działanie alkilujące.
- IC 40–50 mg/m³[3]
- LC 2000 mg/m³[3][4]

## Adnotacje
1. ↑  W piśmiennictwie istnieją rozbieżności co do rzeczywistego składu niemieckiej mieszaniny o oznaczeniu C-Stoff. Niektóre źródła podają, że była to mieszanina chlorosiarczanu metylu z siarczanem dimetylu w stosunku 1:3, inne – że środkiem toksycznym był tam chloromrówczan chlorometylu, ClCOOCH
2Cl. Oba związki stosowane były w tym samym czasie, co mogło być przyczyną rozbieżności (Marrs, Maynard i Sidell 2007 ↓, s. 671).
2. ↑  Sartori 1939 ↓, s. 266–268, podaje, że w tej temperaturze następuje rozkład związku.